# Gypsophila baytopiorum
Gypsophila baytopiorum är en nejlikväxtart som beskrevs av Kit Tan. Gypsophila baytopiorum ingår i släktet slöjor, och familjen nejlikväxter. Inga underarter finns listade i Catalogue of Life.